# Spatholobus dubius
Spatholobus dubius är en ärtväxtart som beskrevs av David Prain. Spatholobus dubius ingår i släktet Spatholobus och familjen ärtväxter. Inga underarter finns listade i Catalogue of Life.